# الماذن (مكيراس)

تعديل مصدري - تعديل

الماذن هي إحدى قرى عزلة مكيراس بمديرية مكيراس التابعة لمحافظة البيضاء، وهيه تضم عدد كبير من ال البيت ويوجد فيه معالم تاريخية لم تكتشف بعد بلغ تعداد سكانها 3038نسمة حسب تعداد اليمن لعام 2004.ءص